# Operacja Valentine
Operacja Valentine (ang. Operation Valentine) – brytyjska operacja wojskowa z okresu II wojny światowej polegająca na okupacji Wysp Owczych. Rozpoczęła się 11 kwietnia 1940, a skończyła we wrześniu 1945.

## Przed rozpoczęciem
11 kwietnia 1940 pierwszy lord Admiralicji Winston Churchill ogłosił w Izbie Gmin, że Wyspy Owcze należy zająć i okupować. Ogłoszenie zostało nadane przez radio BBC, a pierwszy samolot Royal Air Force został zauważony nad Thorshavn (stolicą Wysp Owczych) na wyspie Streymoy tego samego dnia. Okupację uznano za konieczną, aby można było wprowadzić blokadę między Szetlandami, Wyspami Owczymi i Islandią w celu przeciwdziałania zagrożeniu Niemiec od strony Norwegii.

## Przebieg

### Początek (kwiecień 1940)
12 kwietnia 1940 do Thorshavn przybyły dwa niszczyciele Royal Navy: HMS „Havant” oraz HMS „Hesperus”. Wtedy duński prefekt wysp i szef Løgtingu Carl Aage Hilbert zwołał nadzwyczajne posiedzenie parlamentu. Oficjalny komunikat o zbliżającej się brytyjskiej okupacji ogłoszono po zebraniu i w czasie nocy (od 20:00 do 8:00 godziny) wyłączono światła w Thorshavn i sąsiednim mieście Argir, wprowadzono cenzurę poczty i telegrafu oraz zakaz używania pojazdów silnikowych w nocy bez zezwolenia. W czasie kolejnych dni ograniczenia te wprowadzono także w sąsiednich wyspach.
14 kwietnia 1940 grupa Royal Marines przybyła do fiordu Skálafjørður na wyspie Eysturoy, w której miała zostać zbudowana baza morska. Planowano również, że fiord powinien być alternatywną bazą dla Home Fleet. Siedziba brytyjskich wojsk okupacyjnych została utworzona jednak w forcie Skansin w Thorshavn. 22 kwietnia wyłączono wszystkie latarnie morskie na Wyspach Owczych i podczas wojny działały tylko wtedy, kiedy potrzebne były do pomocy w ruchu morskim aliantów.

### Dalszy przebieg
W maju 1940 oddziały Royal Marines zastąpił personel armii Lovat Scouts. Batalion HQ Faroe Islands Force powstał w połowie kwietnia 1942 pod dowództwem pułkownika armii brytyjskiej, który był także dowódcą batalionu piechoty. W tym samym roku Lovat Scouts zostali zastąpieni przez 12 Batalion Cameronian, który w 1943 został zluzowany przez trzeci (i ostatni) batalion, 15 Batalion South Staffordshire Regiment. Całkowita liczebność wojskowa na Wyspach Owczych, w tym personel RN i RAF, wyniosła około 8 tysięcy żołnierzy.
Wyspy Owcze były w trakcie wojny sporadycznie atakowane przez samoloty niemieckie strzelające głównie do statków morskich, które znajdowały się w przybrzeżnych portach lub na morzu u wybrzeży wysp. Dryfujące miny morskie oraz okręty podwodne okazały się poważnym zagrożeniem i spowodowały utratę licznych farerskich łodzi rybackich i ich załóg. Podczas wojny statki Wysp Owczych musiały pływać pod banderą Wysp Owczych z napisem „FAROES / FØROYAR” na kadłubie, aby umożliwić sojusznikom zidentyfikowanie ich jako „przyjaciół”. W trakcie wojny statki rybackie miejscowych rybaków łowiły w morzu w pobliżu Islandii oraz wokół Wysp Owczych, a następnie sprzedawały złowione ryby w Wielkiej Brytanii.

## Galeria

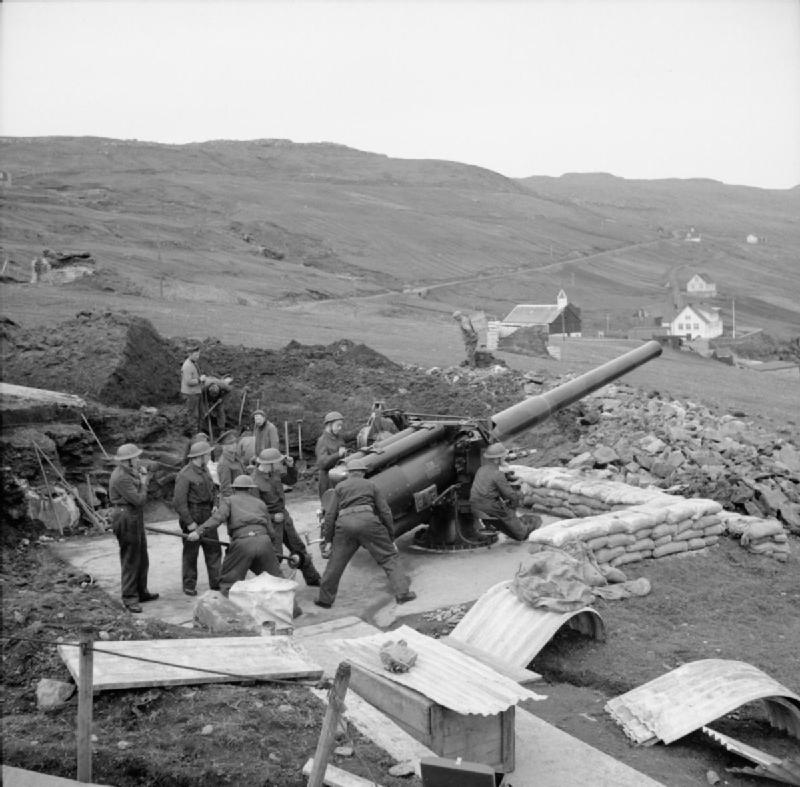
Brytyjska armata morska 5,5 in na Wyspach Owczych podczas okupacji
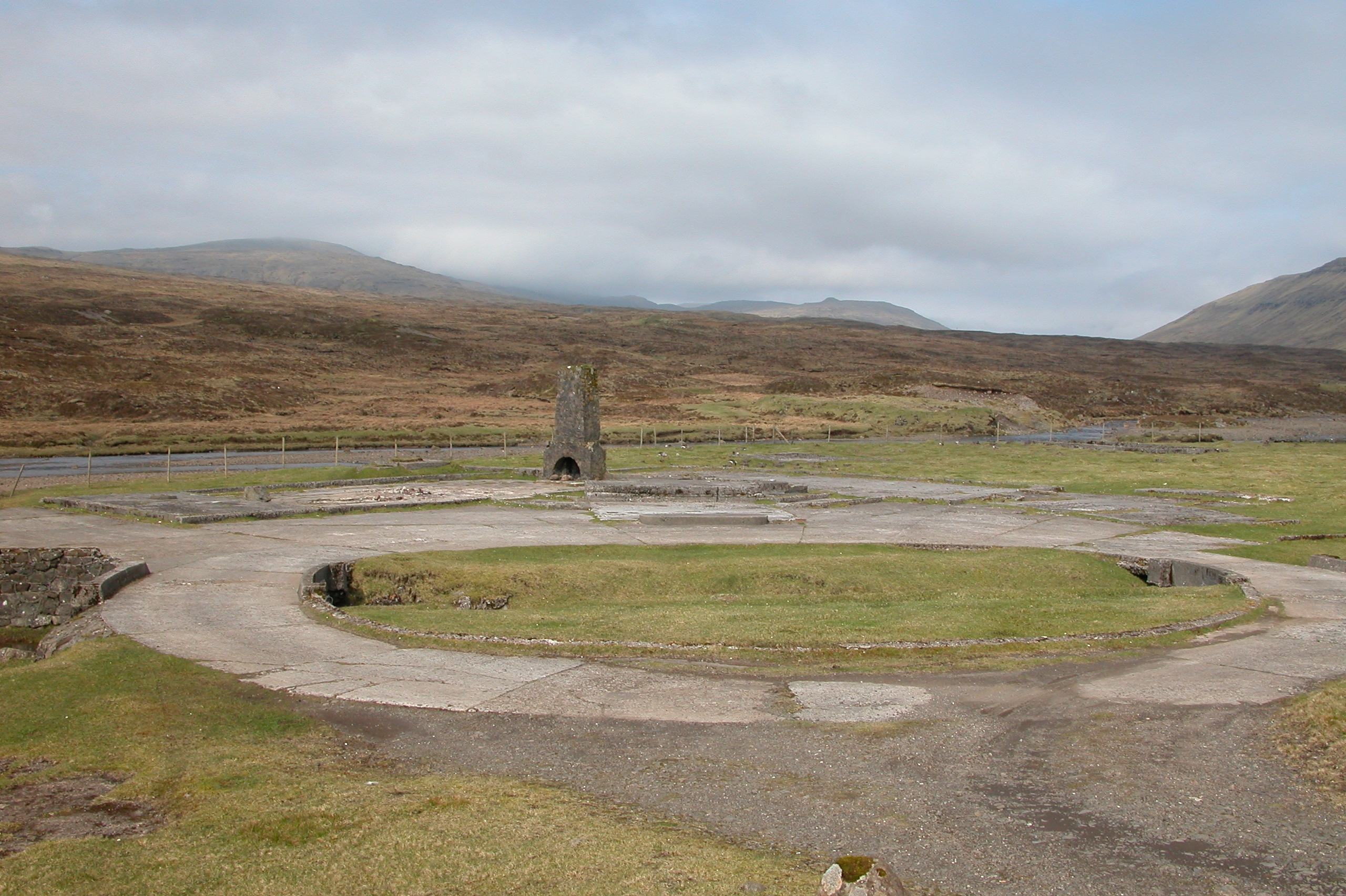
Pozostałości po brytyjskich barakach z czasów okupacji
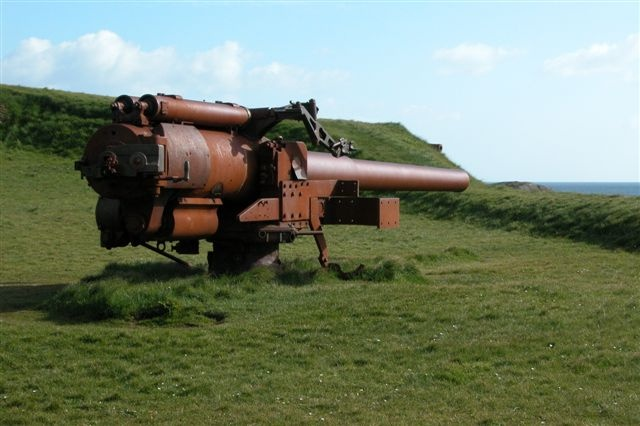
Brytyjskie zabytkowe działo na Wyspach Owczych, pozostawione w czasach okupacji
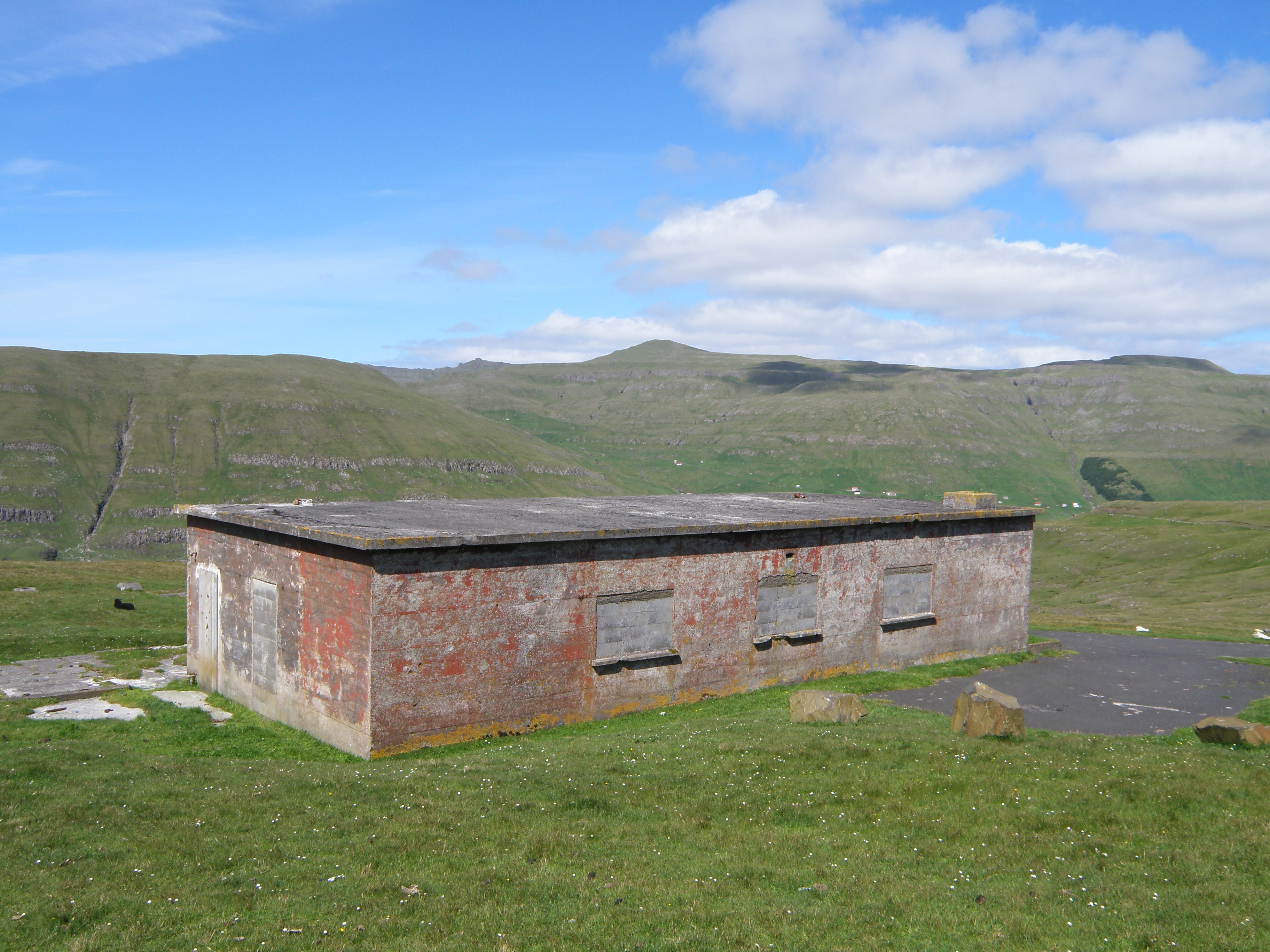
Brytyjski bunkier na Wyspach Owczych z czasów operacji Valentine
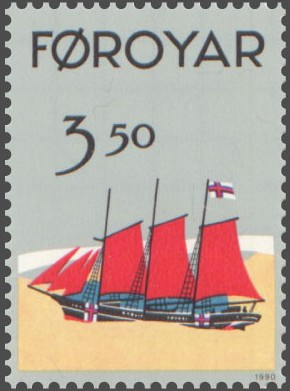
Znaczek pocztowy ze statkiem zatopionym w czasie okupacji brytyjskiej